# شهرستان سماوه
شهرستان سماوه (به عربی: قضاء السماوة) یک شهرستان در عراق است که در استان مثنی واقع شده است.